# Never Let the Bastards Wear You Down
Never Let The Bastards Wear You Down è il primo album studio del cantante Dee Snider, qui accompagnato dalla sua band solista, Dee Snider SMF's.
L'album, come dichiara lo stesso cantante nei credits, è una raccolta di tutte quelle canzoni che per vari motivi non era riuscito ad inserire nei lavori dei suoi precedenti progetti ed è stato pubblicato nel 2000 dalla casa discografica Spitfire Records. Fra gli artisti che accompagnano il cantante in questo album spicca il nome del batterista A.J. Pero, già suo compagno nei Twisted Sister. Mentre Tony Palmucci, era già stato membro di altre hair band quali Keel e Baton Rouge.

## Tracce
1. Hardcore (Lemmy's song) (4:06)
2. Call My Name (2:58)
3. Our Voice Will Be Heard (2:59)
4. Isn't It Time (4:33)
5. Cry You A Rainbow (5:00)
6. The Wanderer (4:54)
7. Uh Uuh Uuh (3:53)
8. Desperado (3:55)
9. Sometimes You Win (3:53)
10. Ride Through The Storm (4:21)

## Formazione
- Dee Snider - voce
- Tony Palmucci - chitarra
- Dan McCafferty - chitarra
- Derek Tailer - basso
- A.J. Pero - batteria